# 円福寺 (板橋区)
円福寺（えんぷくじ）は、東京都板橋区にある曹洞宗の寺院。

## 概要
1479年（文明11年）、太田道灌の開基である。元々は武蔵国入間郡河越町（現・埼玉県川越市）にあった。寺紋は太田家の家紋である太田桔梗である。
1608年（慶長13年）、洪州によって現在地に移転した。
かつては「西台の大寺」と呼ばれ、大いに繁栄していた。参道だけでも600メートルもあったという。1845年（弘化2年）の火災以降は往時の繁栄を取り戻せないでいる。

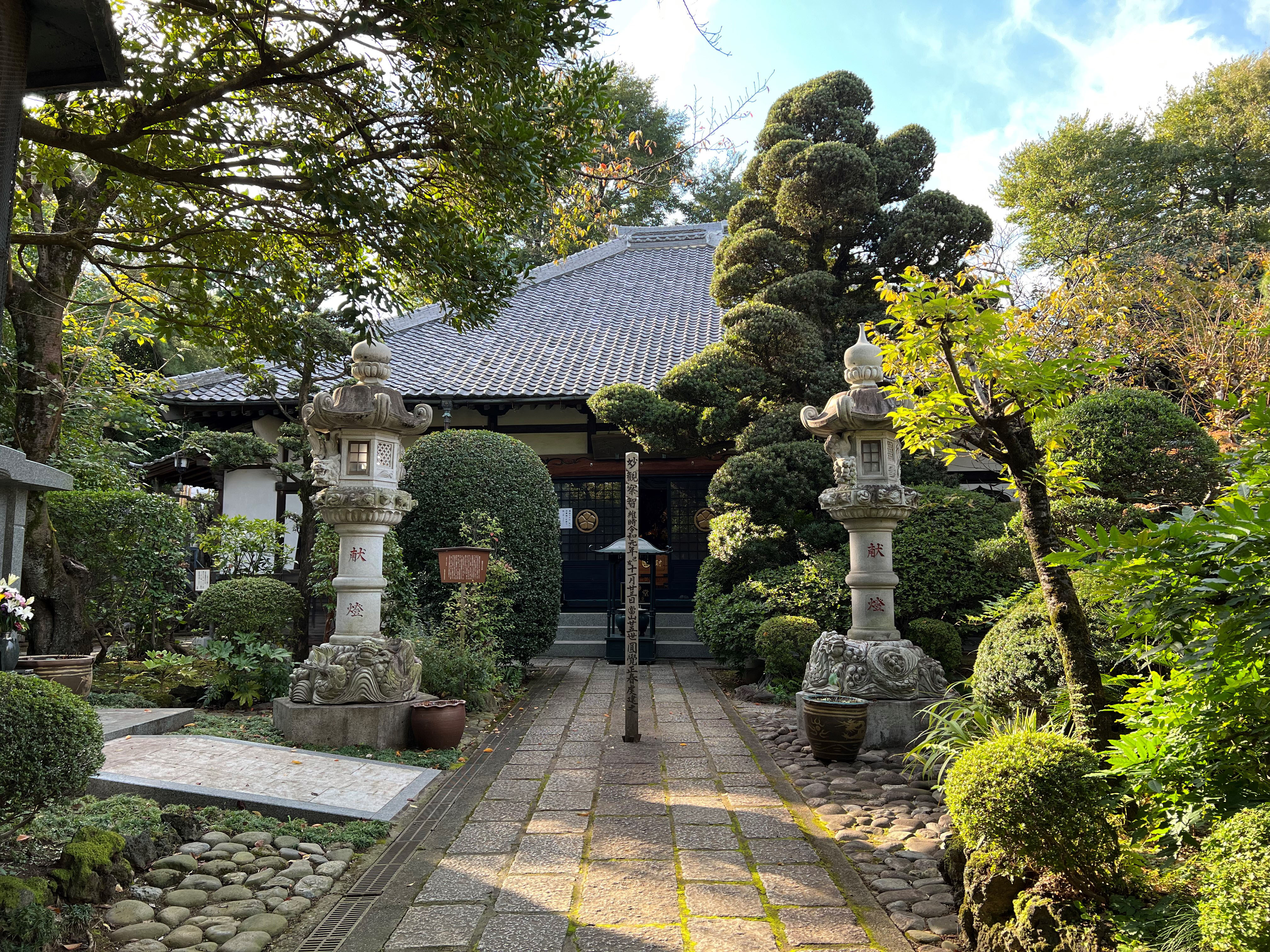
法堂

## 寺宝等
- 釈迦三尊像（本尊）
- 道元禅師像
- 雲崗禅師像（開山）
- 瑩山像
- 釈迦三蹟図
- 観音図
- 白衣観音図
- 羅漢図
- 板碑

## 交通アクセス
- 東武練馬駅より徒歩16分。